# سامي قفطان
سامي قفطان (ولد في 7 يوليو 1942)، ممثل تراجيدي عراقي وُلدَ في مدينة النعمانية في محافظة واسط، قدم العديد من الأعمال الفنية سواء على صعيد السينما أو المسرح أو التلفزيون أو الإذاعة. بقى الفنان سامي قفطان فنانًا عراقيًا جريئًا وصريحًا في كلامه وفنه. وهو يهتم بالشخصية التي يجسدها حتى لو كانت بسيطة فنراه يبحث عن جذورهـا كي يقدمها على نحو مؤثر. كانت بدايته سنة 1960 إذ اشترك في فيلم (يد القدر)، ثم عرف بعد ذلك في أكثر من 25 عملًا سينمائيًا وعشرات الأعمال المسرحية والتلفازية، ولقد أسهم سنة 1987 في تأسيس فرقة مسرح دار السلام التي قدم من خلالها عدة مسرحيات شعبية من بينها مسرحية بيت الحبايب، ومسرحية ألف عافية ومسرحية فلوس وعروس.

## نسبه
هو سامي بن محمد بن عباس بن عبود بن فليح، وكان فليّح ساقياً للماء في طريق الحجاج وكان يلبس القفطان وهو لبَاسٌ فَضْفَاضٌ مَفْتُوحٌ مِنَ الأَمَامِ فقيل له المُقفطن ثم صار قفطان لقبَهُ.

## أعماله

### أفلام
- يد القدر 1963، كتبه وأخرجه كامل العبلي.[5]
- زمان رجل القصب 2002.[6]
- الرأس 1976، إخراج: فيصل الياسري.
- النهر 1978، إخراج: فيصل الياسري، تمثيل: حقي الشبلي، قائد النعماني، هناء محمد.[7]
- القناص 1980، إخراج: فيصل الياسري.
- الملك غازي 1993.[8]
- المسألة الكبرى 1982، إخراج: محمد شكري جميل، تمثيل: أوليفر ريد.[2]
- الظامئون 1972، إخراج: محمد شكري جميل.
- بابل حبيبتي 1987، إخراج: فيصل الياسري، تمثيل يحيى الفخراني، أحمد عبد العزيز، سماح أنور.
- الحدود الملتهبة 1984.[9]
- نجم البقال 2013.[10]

### مسلسلات
- افتح ياسمسم 1979 إخراج فيصل الياسري
- نادية 1988 إخراج صلاح كرم بطولة أمل سنان/حسن حسني
- الأماني الضالة 1989، إخراج: حسن حسني، بطولة: بهجت الجبوري، تمثيل: سعدية الزيدي، هديل كامل، فوزية عارف، هناء محمد.
- ذئاب الليل ج1 1990، إخراج: حسن حسني، بطولة: جواد الشكرجي.
- ذئاب الليل ج2 1996، إخراج: نبيل يوسف، بطولة: بهجت الجبوري.
- أولاد الحاج.
- أبو جعفر المنصور 1998
- عالم الست وهيبة 1998، تأليف: صباح عطوان، تمثيل: عبد الستار البصري.[11]
- مناوي باشا 1999 مثل دور بهجت أفندي.
- الإمام الشافعي 2002 بدور مالك بن أنس
- باشاوات آخر زمن 2004.
- رياح الماضي 2005، إخراج: نبيل يوسف، تمثيل: هديل كامل، عبد الخالق المختار، إنتاج: قناة السومرية.
- بياع الورد 2007، إنتاج: قناة البغدادية.
- بشوات اخر زمن 2005، إنتاج: قناة الشرقية.
- الباشا 2008، إخراج: فارس طعمة التميمي، بطولة: عبد الخالق المختار، تمثيل: أحمد راتب، ليلى طاهر، إنتاج: قناة الشرقية.
- سارة خاتون 2006، بطولة: حسن حسني، تمثيل: جواد الشكرجي.
- ثمنطعش 2006، إخراج: عدنان إبراهيم، تمثيل: محسن العلي، سناء عبد الرحمن.
- إعلان حالة حب 2010
- خيبر 2013
- الفندق 2019
- هوى بغداد 2019
- دجلة وفرات 2021
- خان الذهب 2023

### مسرحيات
في عام 1987 أسس مع راسم الجميلي ومحمد حسين عبد الرحيم فرقة مسرح دار السلام وقدموا العديد من المسرحيات الشعبية منها:
- ألف عافية.
- بيت الحبايب.
- فلوس وعروس.

### مسلسلات إذاعية
- محمد سعيد الحبوبي.

## وصلات خارجية
- سامي قفطان على موقع IMDb (الإنجليزية)
- سامي قفطان على موقع قاعدة بيانات الأفلام العربية
- سامي قفطان على موقع قاعدة بيانات الفيلم (الإنجليزية)
- السيد مقتدى الصدر يستقبل الفنان سامي قفطان.
- الشبكة الفنية
- سفير العراق في سوريا يزور سامي قفطان في مشفاه
- سامي قفطان: ندمت على بعض أعمالي
- اتحاد الأدباء العراقي يحتفي بالفنان سامي قفطان